# Engjafjall
Engjafjall är ett berg i republiken Island. Det ligger i regionen Norðurland eystra, 270 km nordost om huvudstaden Reykjavík. Toppen på Engjafjall är 883 meter över havet.
Trakten runt Engjafjall är nära nog obefolkad, med mindre än två invånare per kvadratkilometer. Närmaste större samhälle är Grenivík, omkring 20 kilometer nordväst om Engjafjall. Trakten runt Engjafjall består i huvudsak av gräsmarker.